# Pozsonyi görögkatolikus egyházmegye
A Pozsonyi görögkatolikus egyházmegye (szlovákul: Bratislavská eparchia, latinul: Eparchia Bratislaviensis) a görög rítusú katolikus egyház egyházmegyéje Szlovákiában. Püspöke (eparchája) Peter Rusnák, segédpüspöke Milan Lach S.J.. Az egyházmegye területén hozzávetőleg 25 000 görögkatolikus hívő él. Az egyházmegye székesegyháza az Életadó és Felmagasztalt Szent Kereszt székesegyház Pozsonyban.

## Történelem
Az egyházmegyét (eparchiát) 2008. január 30-án XVI. Benedek pápa hozta létre, első püspökének Peter Rusnákot jelölte. Az egyházmegye a szlovák görögkatolikus egyháztartomány része, az eperjesi görögkatolikus érseki tartományba tartozik. Az egyházmegye a Pozsonyi, Nagyszombati, Nyitrai, Trencséni, Zsolnai és Besztercebányai kerületekre terjed ki.

## Szervezet

### Területi beosztás

#### Önálló egyházközségei

Szlovákia görög rítusú egyházmegyéi - a pozsonyi egyházmegyében
feketével vannak jelölve az önálló egyházközségek
narancssárgával azon helyek, melyeken liturgiát tartanak, de nem önállóak
halványkékkel a jövőben kialakítandó új egyházközségek

- Pozsony
- Komárom
- Nyitra
- Nagyszombat
- Zólyom
- Besztercebánya
- Privigye
- Trencsén
- Királyhegyalja
- Breznóbánya
- Garamfő
- Turócszentmárton
- Zsolna
- Liptószentmiklós

#### Nem önálló egyházközségek, de liturgiát tartanak itt
- Rózsahegy
- Pöstyén

#### Jövőben létesítendő egyházközségek
- Dunaszerdahely
- Léva
- Nagyrőce
- Rimaszombat

## Szomszédos egyházmegyék
- Csehországi görögkatolikus apostoli exarchátus (északnyugat)
- Przemyśl-Varsói főegyházmegye (északkelet)
- Eperjesi görögkatolikus főegyházmegye (északkelet)
- Kassai görögkatolikus egyházmegye (kelet)
- Miskolci egyházmegye (kelet)
- Hajdúdorogi főegyházmegye (délkelet)